# Prospalta prodita
Prospalta prodita är en fjärilsart som beskrevs av Walker 1862. Prospalta prodita ingår i släktet Prospalta och familjen nattflyn. Inga underarter finns listade i Catalogue of Life.